# Kirgistan na Letnich Igrzyskach Olimpijskich 2024
Kirgistan na Letnich Igrzyskach Olimpijskich 2024 – występ kadry sportowców reprezentujących Kirgistan na igrzyskach olimpijskich, które odbyły się w Paryżu we Francji, w dniach 26 lipca – 11 sierpnia 2024.
Reprezentacja Kirgistanu liczyła szesnaścioro zawodników – pięć kobiety i jedenastu mężczyzn, którzy wystąpili w 5 dyscyplinach.
Był to ósmy start Kirgistanu na letnich igrzyskach olimpijskich.

## Zdobyte medale
Kirgizi zdobyli sześć medali – 2 srebrne i 4 brązowe w 2 dyscyplinach. Pięć, w tym 1 srebrny i 4 brązowe, wywalczyli zapaśnicy, jeden srebrny natomiast zdobył bokser. Mężczyźni wywalczyli 4 medale – 1 srebrny i 3 brązowe. Kobiety zdobyły 2 medale – 1 srebrny i 1 brązowy.
Najbardziej utytułowanymi kirgiskimi zawodnikami igrzysk zostali zapaśniczka Meerim Dżumanazarowa oraz bokser Munarbek Sejitbek uułu – wicemistrzowie olimpijscy w 2024.
Był to najlepszy wynik w dotychczasowej historii startów Kirgistanu na letnich igrzyskach olimpijskich.
| Data        | Medal  | Zawodnik               | Dyscyplina | Konkurencja              |
| ----------- | ------ | ---------------------- | ---------- | ------------------------ |
| 6 sierpnia  | Srebro | Meerim Dżumanazarowa   | Zapasy     | -68 kg st. wolny (k)     |
| 6 sierpnia  | Brąz   | Żołaman Szarszenbekow  | Zapasy     | -60 kg st. klasyczny (m) |
| 7 sierpnia  | Brąz   | Akdżoł Machmudow       | Zapasy     | -77 kg st. klasyczny (m) |
| 7 sierpnia  | Brąz   | Üzür Dżuzupbekow       | Zapasy     | -97 kg st. klasyczny (m) |
| 10 sierpnia | Srebro | Munarbek Sejitbek uułu | Boks       | -57 kg (m)               |
| 10 sierpnia | Brąz   | Ajsułuu Tynybekowa     | Zapasy     | -62 kg st. wolny (k)     |

## Reprezentanci

### Boks
| Zawodnik               | Konkurencja | 1/16             | 1/8              | Ćwierćfinał      | Półfinał         | Finał            | Finał   | Źródło |
| Zawodnik               | Konkurencja | Przeciwnik Wynik | Przeciwnik Wynik | Przeciwnik Wynik | Przeciwnik Wynik | Przeciwnik Wynik | Miejsce | Źródło |
| ---------------------- | ----------- | ---------------- | ---------------- | ---------------- | ---------------- | ---------------- | ------- | ------ |
| Munarbek Sejitbek uułu | -57 kg (m)  | —                | Horta W 3-2      | Harvey W 3-2     | Ibáñez W 4-1     | Khalokov P 0-5   | srebro  | [ 1 ]  |

### Judo
| Zawodnik               | Konkurencja | 1/16                  | 1/8                    | Ćwierćfinał      | Półfinał         | Repasaże         | Finał / 3. miejsce | Finał / 3. miejsce | Źródła |
| Zawodnik               | Konkurencja | Przeciwnik Wynik      | Przeciwnik Wynik       | Przeciwnik Wynik | Przeciwnik Wynik | Przeciwnik Wynik | Przeciwnik Wynik   | Pozycja            | Źródła |
| ---------------------- | ----------- | --------------------- | ---------------------- | ---------------- | ---------------- | ---------------- | ------------------ | ------------------ | ------ |
| Kubanyczbek Ajbek uułu | -66 kg (m)  | Jadow P 0–11          | NQ                     | NQ               | NQ               | NQ               | NQ                 | NQ                 | [ 2 ]  |
| Erłan Szerow           | -90 kg (m)  | Silva Morales W 10–00 | Mosakhlishvili P 00–10 | NQ               | NQ               | NQ               | NQ                 | NQ                 | [ 3 ]  |

### Lekkoatletyka
| Zawodnik          | Konkurencja | Finał     | Finał   | Źródło |
| Zawodnik          | Konkurencja | Rezultat  | Pozycja | Źródło |
| ----------------- | ----------- | --------- | ------- | ------ |
| Sardana Trofimowa | maraton (k) | 2:26,47 · | 14.     | [ 4 ]  |

### Pływanie
| Zawodnik                 | Konkurencja              | Eliminacje | Eliminacje | Półfinał | Półfinał | Finał | Finał | Źródło |
| Zawodnik                 | Konkurencja              | Czas       | Poz.       | Czas     | Poz.     | Czas  | Poz.  | Źródło |
| ------------------------ | ------------------------ | ---------- | ---------- | -------- | -------- | ----- | ----- | ------ |
| Jelizawieta Pieczerskich | 50 m st. dowolnym (k)    | 26.26      | 30.        | NQ       | NQ       | NQ    | NQ    | [ 5 ]  |
| Dienis Pietraszow        | 100 m st. klasycznym (m) | 1:00.42    | 23.        | NQ       | NQ       | NQ    | NQ    | [ 6 ]  |
| Dienis Pietraszow        | 200 m st. klasycznym (m) | 2:10.99    | 16. Q      | 2:10.19  | 14.      | NQ    | NQ    | [ 6 ]  |

### Zapasy
| Zawodnik              | Konkurencja              | 1/8 finału          | Ćwierćfinał        | Półfinał           | Repesaż          | Finał             | Finał   | Źródło |
| Zawodnik              | Konkurencja              | Przeciwnik Wynik    | Przeciwnik Wynik   | Przeciwnik Wynik   | Przeciwnik Wynik | Przeciwnik Wynik  | Pozycja | Źródło |
| --------------------- | ------------------------ | ------------------- | ------------------ | ------------------ | ---------------- | ----------------- | ------- | ------ |
| Ernazar Akmatalijew   | -65 kg st. wolny (m)     | Musukajew P 0-11    | NQ                 | NQ                 | NQ               | NQ                | 16.     | [ 7 ]  |
| Bekzat Ałmaz Uułu     | -57 kg st. wolny (m)     | Kartbay W 4-1       | Lee P 2-12         | NQ                 | Wanhao W 7-4     | Abdullaev P 1-5   | 5.      | [ 8 ]  |
| Meerim Dżumanazarowa  | -68 kg st. wolny (k)     | Delgermaa W 8–3 PP  | Ozaki W 8–6 PP     | Oborududu W 3–1 PP | —                | Elor P 0–3        | srebro  | [ 9 ]  |
| Üzür Dżuzupbekow      | -97 kg st. klasyczny (m) | Venckaitis W 5–1 PP | Saravi P 0–8 ST    | NQ                 | Rau W 9–4 PP     | Gabr W 2–1        | brąz    | [ 10 ] |
| Amantur Ismaiłow      | -67 kg st. klasyczny (m) | Zoidze W 12–1 ST    | Nasibow P 7–6 PP   | NQ                 | Nemeš W 8–0 ST   | Cəfərov P 0–8     | 5.      | [ 11 ] |
| Ajaał Łazariew        | -125 kg st. wolny (m)    | Zare P 0–5          | NQ                 | NQ                 | Dhesi W 5–0      | Akgül P 0–7       | 5.      | [ 12 ] |
| Akdżoł Machmudow      | -77 kg st. klasyczny (m) | Bey W 4–1 PP        | Żadyrajew P 1–3 PP | NQ                 | Cuero W 9–0 ST   | Süleymanov W 6–5  | brąz    | [ 13 ] |
| Ajperi Medet kyzy     | -76 kg st. wolny (k)     | Juan W 4–1 PP       | Hooda W 1–1 PP     | Blades P 6–8 PP    | —                | Marín P 0–6 P0    | 5.      | [ 14 ] |
| Żołaman Szarszenbekow | -60 kg st. klasyczny (m) | Sułtangali W 6–3 PP | Arnăut W 9–0 ST    | Fumita P 3–4 PP    | —                | Mohsennejad W 3–1 | brąz    | [ 15 ] |
| Ajsułuu Tynybekowa    | -62 kg st. wolny (k)     | Kolawole W 5–1      | Miracle W 6–6      | Koladenko P 2–9    | —                | Orchon W 6–6      | brąz    | [ 16 ] |